# Pe-al nostru steag e scris Unire
Pe-al nostru steag e scris Unire (pol. Jedność jest zapisana na naszej fladze) – rumuńska pieśń patriotyczna, opowiadająca o zjednoczeniu księstw, Mołdawii i Wołoszczyzny w 1859 roku. Słowa napisał Andrei Bârseanu, a melodię skomponował Ciprian Porumbescu. Melodia pieśni jest także melodią hymnu Albanii. W latach 1968–1977 utwór był hymnem państwowym Rumunii.

## Słowa
Pe-al nostru steag e scris Unire
Pe-al nostru steag e scris unire,

Unire-n cuget și simțiri

Și sub măreața lui umbrire

Vom înfrunta orice loviri.

Acel ce-n luptă grea se teme

Ce singur e rătăcitor,

Iar noi uniți în orice vreme

Vom fi, vom fi învingători.

Am înarmat a noastră mână

Ca să păzim un scump pământ,

Dreptatea e a lui stăpână,

Iar domn e adevărul sfânt.

Și-n cartea veșniciei scrie

Că țări și neamuri vor pieri,

Dar mândra noastră Românie

Etern, etern va înflori.

Învingători cu verde laur

Noi fruntea nu ne-o-mpodobim

Nici scumpele grămezi de aur

Drept răsplătire nu dorim.

Știind că-n viața trecătoare

Eterne fapte-am împlinit

Și chinul morții-ngrozitoare

Bogat, bogat e răsplătit.